# Ачихожа
Ачихожа (Хаджи Ходжа) — представитель золотоордынской знати в начале 1370-х годов, служивший у Мамая. Упоминается в русских летописях дважды.
В 1370 году он вместе с Дмитрием и Борисом Константиновичами и Василием Дмитриевичем суздальскими ходил против булгарского князя Асана. С него был взят откуп и посажен на княжение Мухаммед Салтан, сын Бака (в 1376 году Асан и Мухаммед Салтан упоминаются вместе как Мамаевы ставленники).
В 1375 году Ачихожа привёз Михаилу тверскому ярлык на великое княжение владимирское. Михаил послал отряды на Торжок и Углич, но в ответ Дмитрий провёл против него удачный поход, закончившийся осадой Твери.